# Palinuro (pirocorvetta)
La Palinuro è stata un avviso della Real Marina del Regno delle Due Sicilie, poi acquisita come pirocorvetta a ruote dalla Regia Marina.

## Storia
Scafo in legno con carena rivestita di piastre in rame rivettate ed armamento velico a brigantino goletta (albero di trinchetto a vele quadre e maestro a vele auriche), la nave venne varata nei cantieri francesi di La Ciotat nel 1843, per il governo del Regno delle Due Sicilie. Dopo il completamento giunse a Napoli il 29 aprile 1844, entrando quindi in servizio come avviso a ruote. Dal 1844 al 1848 venne sostanzialmente utilizzato come piroscafo postale per conto dell'Amministrazione Generale delle Poste e dei Procacci. 
Nel 1848, con lo scoppio della prima guerra d’indipendenza, il Palinuro venne armato ed iscritto nei ruoli della Real Marina del Regno delle Due Sicilie, venendo impiegato principalmente come trasporto truppe e partecipando con tali funzioni alle operazioni di tale conflitto. Il 5 aprile 1848 l'avviso trasportò a Livorno il I Battaglione dell'Esercito borbonico inviato, al comando del colonnello Giovanni Rodriguez, a prendere parte alle operazioni in Nord Italia. Venti giorni più tardi il Palinuro trasportò a Livorno due ufficiali borbonici, il capitano del Genio Francesco Sponsilli ed il tenente Carlo Mezzacapo, inviati al quartier generale del re di Sardegna Carlo Alberto per coordinare le operazioni militari della prima guerra d'indipendenza.
Nel 1851 la nave venne sottoposta a lavori all'apparato motore, in seguito ai quali le caldaie originarie vennero sostituite con altre due prodotte dalle Officine di Pietrarsa.
Il 7 settembre 1860, con la fuga di Francesco II delle Due Sicilie a Gaeta nell'imminenza dell'arrivo a Napoli delle truppe garibaldine, l'avviso, al pari di gran parte della flotta borbonica, non seguì il proprio sovrano a Gaeta, restando invece a Napoli dove, con l'arrivo delle truppe garibaldine e sardo-piemontesi, mutò bandiera passò alla Marina sarda, per la quale entrò in servizio il 17 novembre 1860, classificato avviso a ruote. 
Con la nascita della Regia Marina, il 17 marzo 1861, la nave venne iscritta nei ruoli della nuova forza armata, classificata corvetta a ruote di II rango. Essendosi ormai ridotta in cattivo stato, venne giudicata vetusta ed inutilizzabile e non divenne mai operativa per la nuova Marina, venendo sostanzialmente accantonata in una darsena del porto di Napoli. Radiata nella prime metà di giugno del 1863, la Palinuro venne demolita.